# Списък с модификации на Т-55
Основна страница: Т-55
Настоящата страница представлява списък с модификации на танковете Т-54/55.

## ГДР
Разпродадени на Полша и Сирия през 1991 г. България закупува 4 танка

## Египет
Т-55Е Рамзес-II

## Израел
Ti-67

## Ирак
Над 350 броя до февруари 2009 г. Предстои съкращение и изстегляне от употреба

## Китай
- Тип 59
- Тип 62

## Румъния
TR-580

## СССР/Русия

### Т-54
- Т-54-1 или Т-54 Модел 1946
- Т-54-2 или Т-54 Модел 1949
- Т-54-3 или Т-54 Модел 1951
- Т-54А
- Т-54Б
- Т-54М
- Обект 137 МЛ
- Т-54К1, Т-54К2, Т-54АК1, Т-54АК2, Т-54БК1, Т-54БК2, Т-54МК1 и Т-54МК2

### Т-55
- Т-55 Обект 155
- Т-55А
- Обект 155МЛ
- Т-55К1, Т-55К2, Т-55К3, Т-55АК1, Т-55АК2, Т-55АК3, Т-55МК1, Т-55МК2 и Т-55МК3

### Модернизации
- Т-54-2
- Т-54М
- Т-54М
- Т-54АМ
- Т-55
- Т-55М
  - Т-55М1
- Т-55АД Дрозд
  - Т-55АД1
- Т-55МВ
  - Т-55МВ1
- Т-55М5
  - Т-55М6
  - Т-55БГ Българска модернизация правена до 2001 г. в Карлово и АРЗ Вола гр. Враца

## Чехия/Чехословакия
Т-55 АМ